# Вбивство Семюеля Паті
Вбивство Самуеля Паті, французького вчителя середньої школи, сталося 16 жовтня 2020 року в передмісті Парижа Конфлан-Сент-Онорін. Паті було вбито та обезголовлено.
Зловмисник, Абдуллах Абуєдович Анзоров, 18-річний мусульманин, біженець чеченського походження, вбив і обезголовив Паті ножем. Через декілька хвилин поліція застрелила Анзорова. Мотивом вбивства стало те, що на занятті зі свободи слова Паті показав своїм студентам картикатури "Charlie Hebdo" із зображенням ісламського пророка Мухаммеда. Серед картинок імовірно була карикатура, на якій Мухаммед був зображений оголеним.
Президент Франції Еммануель Макрон заявив, що інцидент був "типовим ісламістським терактом", і що "наш співвітчизник був убитий за навчання дітей свободі слова". Вбивство було одним із кількох терористичних нападів у Франції за останні роки і породило дискусію у французькому суспільстві та політиці .

## Передумови

### Жертва
Семюель Паті народився в 1973 року. Він був вчителем, історії, географії та суспільствознавства у середній школі Collège Bois-d'Aulne, що у столиці Франції Парижі. Він жив у містечку Ераньї. Семюель був одружений, мав п’ятирічного сина. 

### Події, що призвели до вбивства
На початку жовтня 2020 року Паті викладав курс моральної та громадянської освіти зі свободи вираження поглядів відповідно до французької національної програми. Під час занять про свободу слова він показав деяким своїм учням-підліткам карикатуру на Мухаммеда із сатиричного журналу "Charlie Hebdo". Перш ніж показати карикатуру, Паті запропонував студентам-мусульманам покинути клас, якщо вони цього хочуть. За словами одного студента, він раніше демонстрував ці карикатури в рамках обговорення щороку, починаючи зі моменту стрілянини у редакції «Шарлі Ебдо» у 2015 році.
За деякими даними, Паті показав своїм студентам дві карикатури, на одній з яких Мухаммеда був зображений оголеним. Брагім Чніна, батько студентки, звинуватив Паті у розповсюдженні порнографії серед студентів та подав до поліції кримінальну скаргу. Паті у відповідь подав скаргу через наклеп.

### Винуватець
Зловмисник, Абдуллах Абуєдович Анзоров, був 18-річним російським іммігрантом чеченського походження, який народився в Москві. Чечня є федеральним суб'єктом Російської Федерації. Більшість громадян республіки мусульмани.
Анзоров приїхав до Франції зі статусом біженця 12 років тому. Він мешкав у районі Мадлен в нормандському місті Евре, приблизно в 100 км від місця вбивства, і не мав явного зв'язку з учителем чи школою.
Сім'я Анзорових походила з села Шалажі в Чечні . Батько Абдуллаха Абуезід переїхав спочатку до Москви, а потім до Парижа. Зведена сестра Анзор приєдналася ISIS в Сирії в 2014 році. У березні 2020 року сім'я отримала статус біженця та 10-річні картки проживання у Франції. Абдуллах не був помічений органами безпеки, хоча раніше він був у судах за незначними обвинуваченнями в проступках.
До нападу він спілкувався з двома невстановленими джихадистами із Сирії. Після вбивства він взяв на себе відповідальність за теракт. Анзоров записав голосове повідомлення російською мовою, в якому заявив, що готовий бути "шахідом" (мучеником) і що "помстився за пророка" Самуелю Паті, який "показав його в образливій манері". У відео в Instagram він також посилається на Ісламську державу.

## Вбивство та обезголовлення
Через півтора тижні після уроку свободи слова Паті, 16 жовтня 2020 року, Анзоров чекав учителя біля воріт школи. Потім він пішов за Паті, коли той вийшов зі школи. За допомогою ножа розміром 30 сантиметрів Анзоров вбив Паті і відрубав йому голову на вулиці біля школи приблизно о 17:00.  Окрім обезголовлення Паті, Анзоров завдав йому багато ножових у голову, живіт та верхні кінцівки.  Свідки розповіли поліції, що чули, як вбивця кричав "Аллах Акбар" під час нападу.

### Наслідки
Через кілька хвилин після вбивства псевдонім Абдуллаха Анзоров, опублікував у Twitter зображення відрубаної голови Паті. Фото було опубліковано з підписом: " В ім'я Аллаха, наймилостивішого, наймилосерднішого, ... Макрону, вождеві невірних, я стратив одного з ваших дияволів, що наважився принизити Мухаммеда...
Через кілька хвилин Анзоров зіткнувся з поліцією приблизно за 600 метрів від місця вбивства в Ераньї, поблизу Конфлан-Сент-Онорін, де правоохоронці намагалися його заарештувати. Анзоров стріляв у поліцію з пневматичної гвинтівки та намагався вдарити правоохоронців ножем. У відповідь поліція вистрілила у нього дев'ять разів і вбила.   На телефоні Анзорова вони знайшли текст із зізнанням та фотографію тіла Паті.  

### Слідство та арешт
Пізніше шістнадцять людей були взяті під варту для розслідування. Серед них були бабуся і дідусь Анзорова, батьки та 17-річний брат. Також був заарештований бойовик ісламістів, відомий французькій антитерористичній поліції, Брахім Чніна, батько учениці з класу Паті, та чотири учні, яких підозрюють у тому, що вони брали гроші у вбивці в обмін на ідентифікацію особи вчителя.

## Реакції

### Реакція Франції
Президент Франції Еммануель Макрон відвідав школу, в якій працюв Паті, і заявив, що інцидент був "типовим терактом ісламістів". Він також сказав: "нашого співвітчизника було вбито за навчання дітей свободі слова".  Міністр освіти Франції Жан-Мішель Бланкер назвав вбивство "нападом на французьку націю в цілому".
Charlie Hebdo опублікувала заяву, в якій висловила "жах та бунт" та підтримала родину та друзів Паті. Багато мусульман та релігійних лідерів у Франції засудили цей вчинок.
Французька поліція оголосила, що в соціальних мережах було понад 80 повідомлень французів, які підтримали нападника. Міністр внутрішніх справ Жеральд Дарманін наказав закрити Велику мечеть Пантіна на півроку. Мечеть, у якої приблизно1500 прихильників, розташовану на північ від Парижа, було наказано закрити за публікацію відео, що підбурювало проти Семюеля Паті. Його імам Абдельхакім Сефріуі перебуває під слідством. Мечеть видалила пости після вбивства і висловила "жаль" щодо публікації відеозаписів, а потім опублікувала повідомлення із засудженням вбивства вчителя. 
Міністр внутрішніх справ Франції Жеральд Дарманін вимагав розпуску двох ісламських неурядових організацій: колективу CCIF проти ісламофобії у Франції та міста Барака, який він назвав "ворогами" держави. Обидві НУО звинуватили в участі в соціальній мережі проти вчителя, яку розпочав батько одного з його учнів.
Терористична атака висвітлила проблеми, з якими зіткнулася Франція з інтеграцією іноземців до французького суспільства в країні, яка стає расово та етнічно різноманітною.

### Зовнішні реакції

#### Європа
Марк Рутте, прем'єр-міністр Нідерландів, підтримав висловлювання Макрона. У Німеччині вшановували пам'яті вбитого учителя біля Бранденбурзьких воріт у Берліні.

#### Мусульманський світ
Генеральний секретар Мусульманської світової ліги шейх Мухаммед бін Абдул Карім Ісса заявив, що "акти насильства і тероризму є злочинами в усіх релігіях".
Міністерство закордонних справ Саудівської Аравії опублікувало заяву, де зв'язок ісламу з тероризмом було відкинуто. Міністерство також оприлюднило заяву, в якій висловило свою солідарність з французьким народом, одночасно відкинувши насильство та повторивши свою позицію щодо того, що релігійні символи слід поважати і що люди повинні утримуватися від образи релігії. 
Рамзан Кадиров, глава Чеченської Республіки, засудив теракт, заявивши: "Ми засуджуємо цей акт терору і висловлюємо співчуття родині жертви", а також застерігав від ображення або образи мусульман.
Після дій та заяв президента Франції Макрона, таких як опис ісламу як релігії, що "переживає кризу" у всьому світі, президент Туреччини Реджеп Таїп Ердоган поставив під сумнів психічне здоров'я Макрона і закликав громадян Туреччини до бойкоту французьких товарів. Ердогана підтримали в парламенті домінуюча партія АК, партія націоналістичного руху та світська опозиційна Республіканська народна партія.
Мусульмани деяких інших країн закликали бойкотувати французьку продукцію, а деякі супермаркети в Кувейті та Катарі забойкотували французькі товари після того, як президент Еммануель Макрон публічно захищав карикатури.

#### Індія
Міністерство закордонних справ Індії засудило вбивство. Він також назвав особисті напади на Макрона "неприйнятною мовою".   Тисячі індійських користувачів висловили свою солідарність з Францією завдяки #IStandWithFrance та #WeStandWithFrance серед провідних тенденцій в індійському Twitter.